# Jock (Name)
Jock [dʒɒk] ist eine im schottischen Englisch gebräuchliche Neben- bzw. Koseform des Namens John. Sie entspricht der in England gängigen Form Jack.
„Jock“ ist auch als generischer Spitzname für Schotten gebräuchlich, insbesondere schottische Matrosen und Soldaten, siehe hierzu den Artikel Jock (Ethnophaulismus).

## Namensträger
Vorname
- Jock Callander (William Darren Callander; * 1961), kanadischer Eishockeyspieler, -trainer und -funktionär
- Jock Campbell, Baron Campbell of Eskan (1912–1994), britischer Unternehmer und Sozialreformer
- Jock Clear (* 1963), britischer Motorsportingenieur
- Jock Mahoney (1919–1989), US-amerikanischer Schauspieler und Stuntman
- Jock Rutherford (1884–1963), britischer Fußballspieler
- Jock Stewart (1883–1950), britischer Radsportler
- Jock Stein (1922–1985), britischer Fußballspieler und -trainer
- Jock Stirrup (* 1949), britischer Militär
- Jock Sturges (* 1947), US-amerikanischer Fotograf
- Jock Taylor (Diplomat) (1924–2002), britischer Diplomat
- Jock Taylor (Rennfahrer) (1954–1982), britischer Motorradrennfahrer
- Jock Young (1942–2013), britischer Soziologe und Kriminologe

Familienname
- Duach Jock (* 1986), südsudanesischer Fußballspieler